# ميكانيكي (اختصاصي)
يعاد توجيهك إلى هنا من «الميكانيكي». بالنسبة للشخص المشترك في الفلسفة، انظر الآلية (فلسفة).
الميكانيكي هو مهندس أو عالم يعمل في مجال الميكانيكا أو في مجالات ذات صلة أو مجالات فرعية مثل: الهندسة أو الميكانيكا الحسابية والميكانيكا التطبيقية والميكانيكا الجيولوجية والميكانيكا الحيوية وميكانيكا المواد.
ويُستخدم مصطلح «ميكانيكي» أيضًا من قبل البحرية الأيرلندية للإشارة إلى تصنيفات غرفة المحرك الصغير. في البحرية الملكية البريطانية كان رئيس الميكانيكيين والفئة الأولى من الميكانيكيين يحملون لقب رقيب أول بحري أما الميكانيكيون من الفئة الثانية والثالثة فكانوا يحملون لقب ضابط صف بحري، والميكانيكيون من الفئة الرابعة كانوا يحملون لقب أصحاب الرتب الرائدة والميكانيكيون من الفئة الخامسة كانوا يحملون لقب أصحاب الرتب القديرة. كان هذا التصنيف يُطبق فقط على متخصصين فنيين محددين ولم يعد موجودًا حاليًا.
في مكتب بريد نيوزيلندا الذي وفر خدمة الاتصال الهاتفي قبل إنشاء الاتصالات النيوزلندية في 1987، كان «الميكانيكي» أحد التصنيفات الوظيفية للعمال الذين كانوا يعملون على آلة خدمة تحويل الاتصالات الهاتفية. وعلى ما يبدو أن المصطلح قد نشأ في عهد تبادل نظام الروتاري 7A وحل محله مصطلح «الفني» في 1960 تقريبًا، ربما لأن «ميكانيكي» لم تعد مناسبة بعد أول عمليات تحويل من نظام ستروجر والتي ظهرت في عام 1952 (في سنترال أوكلاند في بيركينهيد، نيوزيلندا).
بل يستخدم هذا المصطلح أيضًا بواسطة صانعي الآلات ذاتية التشغيل الميكانيكية في الإشارة إلى مهنتهم.

## الأشخاص الذين قدموا إسهامات خالدة للميكانيكا قبل القرن العشرين
- ابن الهيثم: التجاذب بين الكتل والتسارع نتيجة لـ الجاذبية وقانون القصور الذاتي والقانون الأول للحركة
- جيوم أمونتونس (Guillaume Amontons) قوانين الاحتكاك
- أوغستين لويس كوشي: المرونة
- ليونارد يولر: الانبعاج وديناميكية الجسم الجامد
- غاليليو غاليلي: مفهوم القوة
- يوشيا ويلارد غيبس: الديناميكا الحرارية
- وليام روان هاملتون: ميكانيكا هاميلتون
- هاينريش رودولف هيرتز: ميكانيكا الاتصال
- روبرت هوك: قانون هوك
- جوستاف كيرشوف: نظرية الألواح
- جوزيف لويس لاغرانج: ميكانيكا لاغرانج
- بيير سيمون لابلاس: آثار التوتر السطحي
- كلود-لوي نافييه: المرونة، ميكانيكا الموائع
- صوفي جرمين: المرونة
- إسحاق نيوتن: قوانين نيوتن، قانون الجاذبية
- سيمون دنيس بواسون: المرونة
- سان فينانت: (Saint-Venant) المرونة
- جورج جابرييل ستوكس: ميكانيكا الموائع

## الأشخاص الذين قدموا إسهامات خالدة للميكانيكا وماتوا أثناء القرن العشرين أو بعده
- ستيفن تيموشينكو: (Stephen Timoshenko) مؤلف للعديد من الكتب الدراسية، ولقب بأبي الميكانيكا التطبيقية الحديثة
- لودفيغ بورمستر: (Ludwig Burmester) نظرية الترابط
- جون دي إيشلبي: (John D. Eshelby) التضمين في الجسم المرن
- آلان أرنولد جريفي: (Alan Arnold Griffith) مؤسس ميكانيكا الكسر
- جورج رانكين إروين: (George Rankine Irwin) لُقب بأبي ميكانيكا الكسر الحديثة
- تيودور فون كرمان: (Theodore von Karman) ميكانيا الموائع، عدم الاستقرار الهيكلي
- وارنر تي كويتر: (Warner T. Koiter) الميكانيكا الصلبة، عدم الاستقرار الهيكلي
- ريتشارد إيلدر فون ميزس: (Richard Edler von Mises) اللدونة
- لاسي هيلر (Lasse Hiller)
- لودويغ براندتل: (Ludwig Prandtl) ميكانيكا الموائع، اللدونة
- جيوفري انجرام تايلور: (Geoffrey Ingram Taylor) ميكانيكا الموائع، نظرية العيوب البلورية.

## أوسمة الشرف والجوائز
جائزة قسم الميكانيكا التطبيقية، الجمعية الأمريكية للمهندسين الميكانيكيين
- ميدالية تيموشينكو (Timoshenko)
- ميدالية كويتر (Koiter)
- ميدالية دروكر (Drucker)
- جائزة الديناميكا لتوماس كيه كوفي (Thomas K. Caughey)
- جائزة تيد بليتسكو (Ted Belytschko) للميكانيكا التطبيقية
- جائزة الباحث الشاب توماس جي آر هيوز (Thomas J.R. Hughes)

جائزة الجمعية الأمريكية للمهندسين المدنيين (ASCE)
- ميدالية تيودور فون كرمان (Theodore von Karman) الجمعية الأمريكية للمهندسين المدنيين

جائزة جمعية الهندسة والعلوم
- ميدالية وليام براجر (William Prager) في ميكانيكا المواد الصلبة
- ميدالية جي آي تايلور (G. I. Taylor) في ميكانيكا الموائع

## وصلات خارجية
- iMechanica, news and views of interest to mechanicians and their friends.
- Homepage of the ASME International Applied Mechanics Division
- Mathematics Geneaology Project
- Mechanician Career Description
- The MacTutor History of Mathematics archive